# ФК Херминамезе

ФК Херминамезе (мађ. Herminamezei Atlétikai Club), је био мађарски фудбалски клуб . Седиште клуба је било у Зуглоу, Будимпешти Мађарска. Боје клуба су љубичаста и бела. 

## Историјат клуба
Клуб је основан 1926. године а угашен 1948. године. ФК Херминамезе је дебитовао у првој мађарској лиги у сезони 1945/46. и крај сезоне је дочекао као једанаести.

## Историјат имена
- 1920–1929: Вилагошшаг СК − Világosság Sport Club
- 1929–1946: Харминамезе АК − Herminamezei AC
- 1946–1948: Харминомезе АК Зугло − Zugló Herminamezei AC
- 1948: спојио се са Будимпештанским Метеор СЕ −  Budapesti Meteor SzTK

## Достигнућа
- Прва лига Мађарске у фудбалу:
  - 11. место (1) :1945/46.
- Друга лига Мађарске у фудбалу:
  - шампион (1) :1945.